# 赵吉斌
赵吉斌（1952年7月4日—），吉林德惠人，中华人民共和国政治人物。

## 生平
1981年8月，考入在北京交通大学运输专业。1993年7月，进入西南交通大学运输系，获硕士学位。后供职于沈阳铁路局长春分局，之后历任呼和浩特铁路局局长兼党委副书记，郑州铁路局局长兼党委副书记。2003年10月，任中国铁通集团有限公司董事长。2008年5月，任中国移动通信集团公司副总经理。